# 6160 Minakata
6160 Minakata eller 1993 JF är en asteroid i huvudbältet som upptäcktes den 15 maj 1993 av de båda japanska astronomerna Takeshi Urata och Yoshisada Shimizu vid Nachi-Katsuura-observatoriet. Den är uppkallad efter den japanske författaren Minakata Kumagusu.
Den tillhör asteroidgruppen Flora.